# The Smell of Our Own
The Smell of Our Own är ett album av The Hidden Cameras, från 2003.

## Låtlista
1. "Golden Streams"  – 4:28
2. "Ban Marriage"  – 4:15
3. "A Miracle"  – 2:50
4. "Animals of Prey"  – 4:04
5. "Smells Like Happiness"  – 3:08
6. "Day Is Dawning"  – 5:06
7. "Boys of Melody"  – 4:59
8. "Shame"  – 5:28
9. "Breathe on It"  – 2:52
10. "The Man That I Am With My Man"  – 4:37

### Bonuslåtar på den japanska utgåvan
1. "Heavy Flow of Evil" – 2:55
2. "The Dying Galatian" – 2:22